# Ibis à cou noir
Threskiornis molucca
Espèce
Statut de conservation UICN

 LC  : Préoccupation mineure
L'Ibis à cou noir ou Ibis blanc d'Australie (Threskiornis molucca) est une espèce d'oiseaux de la famille des Threskiornithidae.

## Description
Il mesure 70 cm de haut et a un plumage entièrement blanc sauf à l'extrémité de la queue où il a quelques plumes noires. La tête et le cou sont déplumés et noirs.

## Alimentation
Il se nourrit de petits invertébrés aquatiques (écrevisses, moules,..) ou terrestres et de détritus humains.

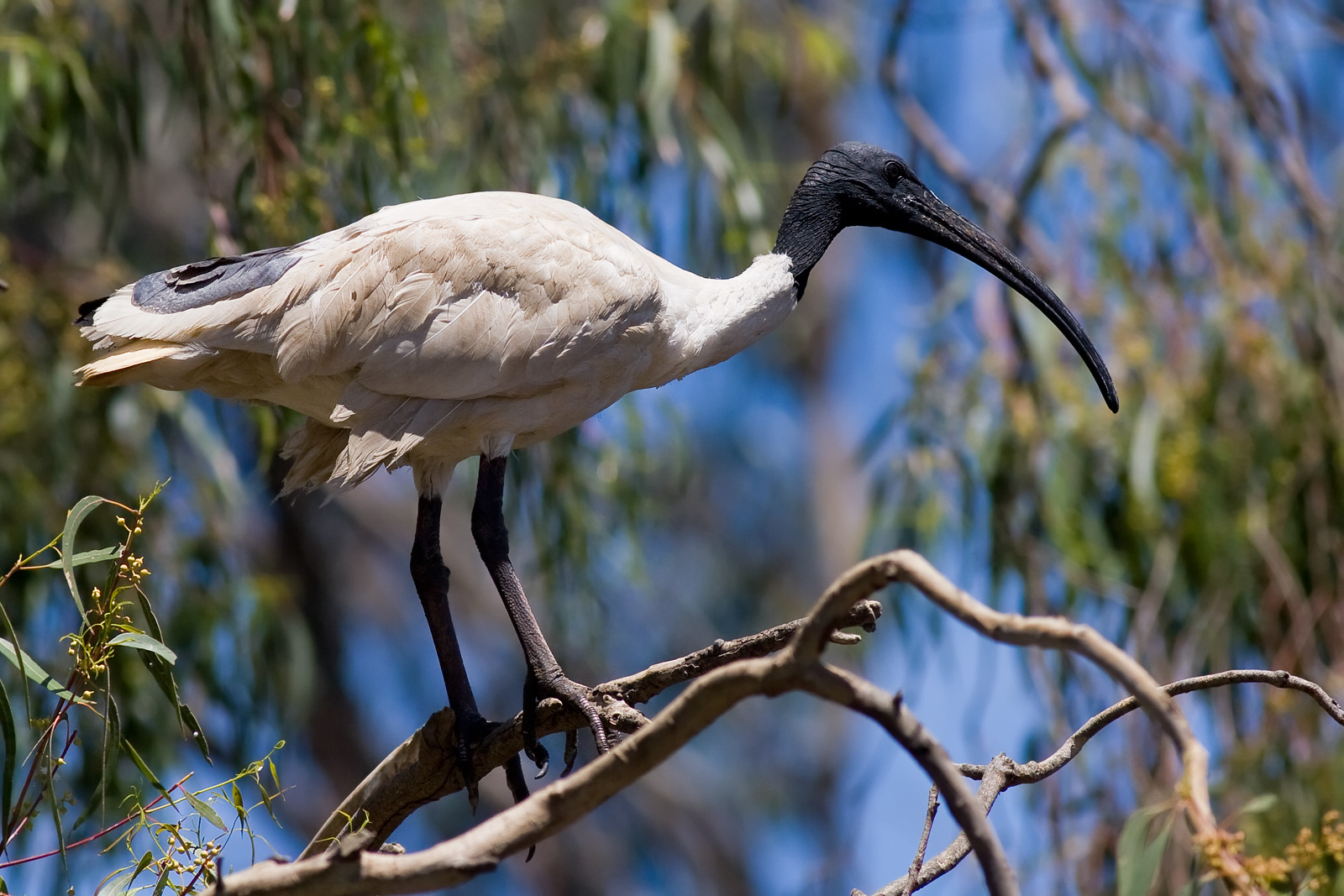
Ibis à cou noir sur une branche d'arbre.

## Reproduction
Il niche dans les arbres.

## Distribution et habitat

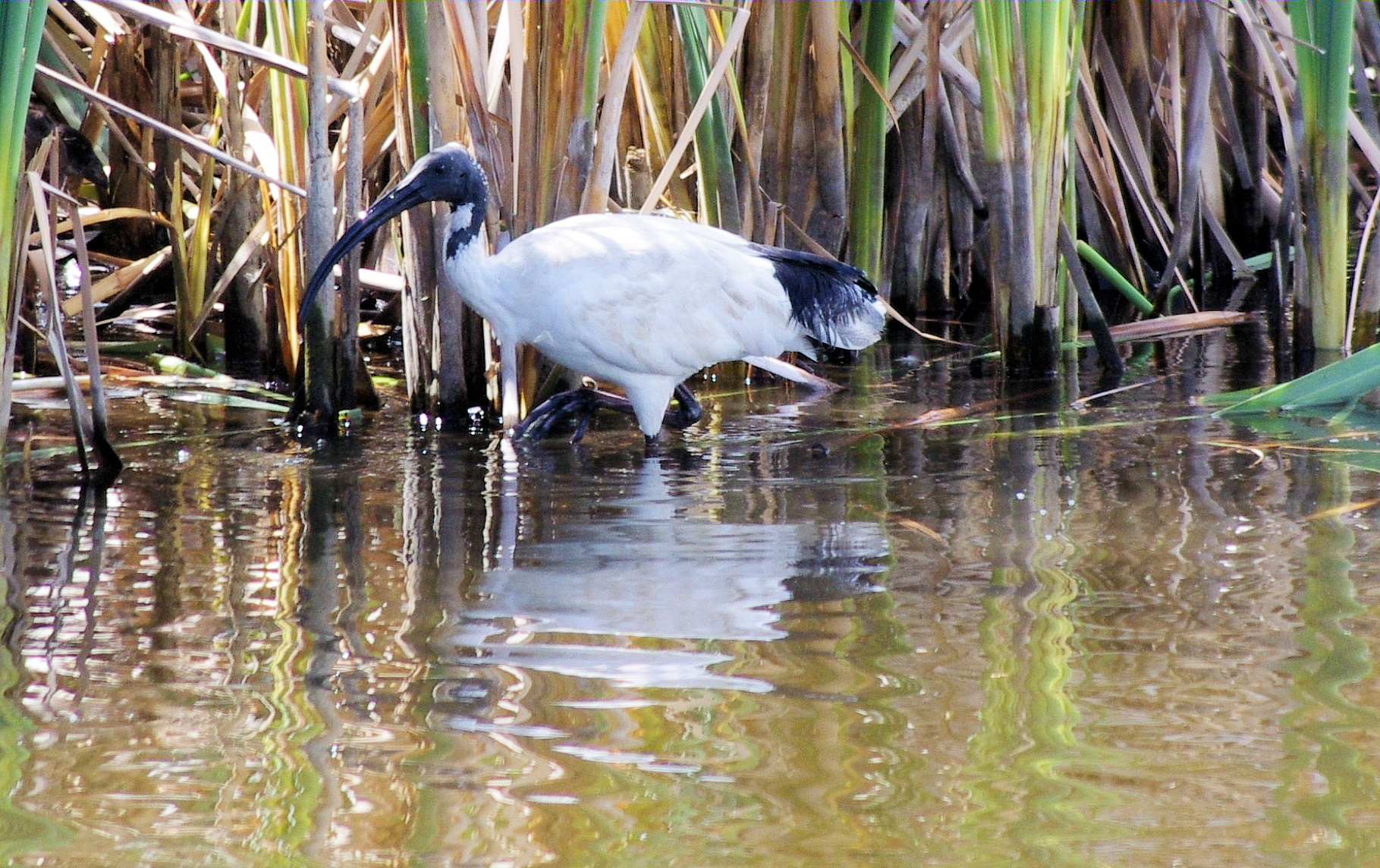
Ibis à cou noir dans un marais de Bunbury, (Australie).

Il est répandu dans tout le Nord et l'Est de l'Australie et au Sud-Ouest de l'Australie. On ne le trouve pas en Tasmanie.
Il vit dans toutes les régions qui ne sont pas désertiques. Il vit dans les marais, les prairies et à proximité des villes dans les décharges. On le retrouve également dans les parcs municipaux (à Sydney, par exemple).

## Sous-espèces
D'après la classification de référence (version 14.1, 2024) de l'Union internationale des ornithologues, l'Ibis à cou noir possède 2 sous-espèces (ordre philogénique) :
- Threskiornis molucca molucca (Cuvier, 1829) ;
- Threskiornis molucca pygmaeus (Mayr, 1931).